# Hans Hendrik van Paesschen
Hans Hendrik van Paesschen, flamski arhitekt, * 1510, † 1582.